# Довгополівська сільська рада (Тиврівський район)
| Довгополівська сільська рада — колишній орган місцевого самоврядування у Тиврівському районі Вінницької області з адміністративним центром у с. Довгополівка. Сільській раді були підпорядковані населені пункти: - с. Довгополівка - с. Кліщів |

## Склад ради
Рада складалася з 15 депутатів та голови.

## Керівний склад сільської ради
| ПІБ                          | Основні відомості                                                 | Дата обрання | Дата звільнення |
| ---------------------------- | ----------------------------------------------------------------- | ------------ | --------------- |
| Онищук Зінаїда Олександрівна | Сільський голова, 1957 року народження, освіта, позапартійна      | 26.03.2006   | 31.10.2010      |
| Пахля Вячеслав Іванович      | Сільський голова, 1960 року народження, освіта вища, безпартійний | 31.10.2010   |                 |

Примітка: таблиця складена за даними джерела